# Bazar (Ort, Suro-Craic)
Bazar ist eine osttimoresische Siedlung im Suco Suro-Craic (Verwaltungsamt Ainaro, Gemeinde Ainaro).

## Geographie
Der Weiler Bazar liegt im Zentrum der Aldeia Bazar in einer Meereshöhe von 490 m, an der Straße, die die Aldeia von Nord nach Süd durchquert. Östlich fließt der Belulik, westlich sein Nebenfluss Maumall. Südlich befindet sich Suro-Craic, der Hauptort des Sucos, nördlich das Dorf Ria-Mori in der gleichnamigen Aldeia.